# Abu Yusuf Ya'qub ibn 'Abd al-Haqq
Abū Yūsuf Yaʿqūb ibn ʿAbd al-Ḥaqq al-Marīnī, in arabo أَبُو يُوسُف يَعقُوب بن عَبد الحَقّ‎? (Fès, 1212 circa – Algeciras, 20 marzo 1286), è stato un sultano marocchino, fu il quinto sultano della dinastia merinide, resse la parte dell'odierno Marocco che faceva parte dei suoi domini dopo la morte del fratello Abu Yahya ibn Abd al-Haqq dal 1258, regnando fino alla data della sua morte, nel 1286, quindi gli succedette il figlio Abu Ya'qub Yusuf al-Nasr.

## Storia

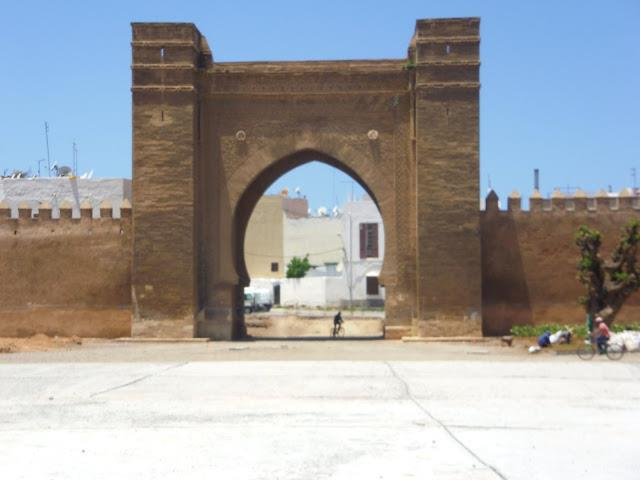
Bab Lamrissa, la porta monumentale delle fortificazioni del porto di Salé, il sultano la fece costruire dopo aver riconquistato la città dai Castigliani. Opera dell'architetto Muḥammad ibn ʿAlī al-Ishbīlī.

I Merinidi iniziarono a combattere gli Almohadi per la supremazia sul Marocco dal 1210. Dopo la morte del sultano Abū Yaḥyā nel luglio 1258, i Merinidi controllavano Fès e le regioni orientali e settentrionali del Marocco, gli Almohadi si ridussero a controllare solo alcune regioni meridionali intorno alla loro capitale Marrakesh. Anche se il fratello Abū Yaḥyā, prima di morire, designò suo figlio come successore a Fès, Abū Yūsuf, che era stato fino a quel momento governatore di Taza, riuscì, con poca difficoltà, a farsi riconoscere sultano merinide.

Nel settembre del 1260, con un attacco a sorpresa, una forza navale castigliana, sbarcò sulla costa atlantica del Marocco e conquistò la città di Salé, cogliendo la città di sorpresa, mentre gli abitanti musulmani della città stavano festeggiando il id al-fitr. Massacrarono metà degli abitanti, mentre l'altra metà venne riunita nella Grande Moschea della città, quindi schiavizzata e deportata a Siviglia. Abū Yūsuf riconquistò la città dopo quattordici giorni di assedio. Si trattò del primo incontro diretto tra i Merinidi e i regni cristiani della Penisola iberica. Abū Yūsuf decise di aspettare prima di partire per un raid punitivo contro la Castiglia, decidendo piuttosto di focalizzare le sue forze contro gli Almohadi, che continuavano a resistere nel sud dell'attuale Marocco.

### Conquista di Marrakesh
Nel 1262 Abū Yūsuf assediò la capitale almohade Marrakesh, ma il suo tentativo di conquista della città fallì. Cambiando tattica, decise di aiutare il ribelle almohade, Abū Dabbūs, nella sua lotta contro il cugino, il legittimo "califfo" almohade Abū Ḥafṣ ʿOmar al-Murtaḍā. Ma una volta che Abū Dabbūs ebbe sconfitto il cugino e preso il potere a Marrakesh nel 1266, non rispettò il patto che aveva fatto con i Merinidi, e si rifiutò di consegnare loro Marrakesh, alleandosi invece con Yaghmurasan ibn Zayyan della dinastia zayyanide di Tlemcen, convincendolo ad effettuare delle spedizioni nel nord-est dei territori merinidi. Abū Yūsuf interruppe la sua campagna contro Abū Dabbūs per fermare gli Zayyanidi, sconfiggendoli in una battaglia nei pressi del fiume Muluia, nel 1268.

Subito dopo Abū Yūsuf marciò verso sud, sconfisse le armate di Abū Dabbūs ed entrò a Marrakesh l'8 settembre 1269. A quel punto i Merinidi controllavano quasi tutto l'attuale Marocco e Abū Yūsuf Yaʿqūb prese il titolo di 'Comandante dei musulmani' (amīr al-muslimīn), l'antico titolo utilizzato dagli Almoravidi nel XII e XIII secolo. Esattamente come gli Almoravidi, i Merinidi non adottarono mai il titolo califfale di Amir al-Mu'minin, titolo che venne invece utilizzato dai loro contemporanei Hafsidi, signori dell'Ifriqiya.

I Merinidi non trasferirono la propria capitale a Marrakesh, come avevano fatto gli Almoravidi e gli Almohadi, preferendo rimanere a Fès.

I Merinidi ebbero molte difficoltà nell'imporre la loro autorità sulle tribù Ma'qil, nella valle del Draa e su Sigilmassa. Gli arabi della valle del Draa si arresero e riconobbero l'autorità merinide solo dopo una campagna nel 1271, mentre Sigilmassa si arrese nel 1274. Anche le città portuali settentrionali di Ceuta e Tangeri non riconobbero l'autorità merinide fino al 1273.

Parte di queste ribellioni erano fomentate dal sultano zayyanide Yaghmurasan ibn Zayyan di Tlemcen. Per questo motivo, nel 1272, Abū Yūsuf lanciò una spedizione punitiva, arrivando ad assediare per un breve periodo la stessa Tlemcen, costringendo gli Zayyanidi a patteggiare. Abū Yūsuf eresse una fortezza costiera nei pressi di Taount, allo scopo di prevenire eventuali futuri attacchi zayyanidi.
Ibn Khaldun disse che durante l'assedio di Sigilmassa del 1274, gli eserciti di Abū Yūsuf utilizzarono quello che sembra essere stato uno dei primi cannoni a polvere da sparo, senza però fornire particolari.

### Prima spedizione in Spagna
Nel 1272, il sultano nasride del Sultanato di Granada, Muḥammad I, fece appello al sultano merinide Abū Yūsuf Yaʿqūb per un aiuto militare. Nel Sultanato di Granada era scoppiata una guerra civile, con i Nasridi impegnati contro la loro famiglia rivale, i Banū Ashqīlūla, governatori di Malaga, Guadix e Comares. Il re castigliano Alfonso X sostenne la ribellione dei Banu Ashqilula, perché i Nasridi a loro volta dettero riparo a diversi ribelli castigliani. Ma il sultano merinide Abū Yūsuf era impegnato contro gli Zayyanidi di Tlemcen e non poté intervenire.

Nel 1274, il figlio e successore di Muḥammad I, Muhammad II al-Faqih raggiunse un accordo con Alfonso X, pagando al re castigliano circa 300.000 Maravedí e promettendo di non sostenere più i ribelli castigliani. Ma Alfonso X non rispettò la sua parte di accordo e continuò a sostenere i Banū Ashqīlūla, costringendo Muḥammad II a richiedere l'aiuto ai Merinidi, offrendo loro le città di Tarifa, Algeciras e Ronda in cambio dell'aiuto militare.

Con il territorio maghrebino pacificato e gli Zayyanidi sconfitti, nell'aprile 1275, Abū Yūsuf Yaʿqūb decise di soccorrere i Nasridi e attraversò lo stretto, portando un grande esercito in Spagna. I Merinidi presero rapidamente il controllo di Tarifa e Algeciras e confermarono il loro patto con Muḥammad II. L'arrivo del Merinidi e l'assenza di Alfonso X (che era in Francia ad incontrare il Papa) indusse i Banū Ashqīlūla a venire a patti con i Nasridi. A questo punto Abū Yūsuf decise di vendicarsi per la carneficina che i Castigliani avevano commesso a Salé nel 1260, lanciando raid contro il territorio castigliano, devastando le terre nei pressi del Guadalquivir. Al contempo Muḥammad II condusse un esercito granadino contro Cordova.
La notizia dello sbarco merinide allarmò il principe ereditario castigliano Ferdinando de la Cerda, che radunò un esercito per cercare di contrastarli, ma si ammalò e morì nel mese di luglio. Questo evento creò più tardi un problema di successione.

Il sultano merinide Abū Yūsuf sconfisse un grande esercito castigliano guidato da Nuño González de Lara "el Bueno", nella battaglia di Écija del settembre 1275.

Un secondo esercito, guidato dall'arcivescovo Sancho II di Toledo, nel mese di ottobre venne a sua volta sconfitto. Solo la rapida mobilitazione delle forze castigliane guidate da Sancho IV di Castiglia fermò l'espansione merinide.
Verso la fine del 1275 Alfonso X tornò in patria e negoziò una tregua con Abū Yūsuf.

### Fondazione di Fās al-Jadīd
Tornato in Maghreb nei primi mesi del 1276, il prestigio di Abū Yūsuf era al massimo livello, grazie ai suoi successi a Tlemcen e in Castiglia. Oltre a tutto ciò, al suo rientro in patria, venne anche accolto dalla notizia che il governatore merinide di Marrakesh aveva ridotto i domini della dinastia almohade alla sola città di Tinmal. Sembrava il periodo giusto per erigere una nuova splendida città che servisse come capitale della dinastia.

Nel marzo del 1276, Abū Yūsuf avviò la costruzione di al-Madīna al-Bayḍaʾ (la 'Città Bianca'), che più tardi diverrà nota col nome di Fās al-Jadīd (la 'nuova Fès'), sulla riva opposta della parte antica della prima Fes, Fās al-Bālī ('la vecchia Fes'), la città fondata dagli Idrisidi.
Fās al-Jadīd divenne la nuova capitale.

### Seconda spedizione in Spagna
Nell'agosto 1277, Abū Yūsuf attraversò di nuovo lo Stretto di Gibilterra. Questa volta andò più a nord della precedente spedizione, devastando le zone di Jerez de la Frontera, Siviglia e Cordova.

Nel 1278, cambiando completamente politica, il sultano fece un accordo con i Banū Ashqīlūla, rivali dei Nasridi di Granada, per cui i B. Ashqīlūla cedettero la città di Malaga ai Merinidi in cambio della loro protezione. La notizia del tradimento merinide fece infuriare il sultano nasride Muhammad II al-Faqih di Granada, che prontamente cercò l'appoggio di Alfonso X di Castiglia e il sultano zayyanide Yaghmurasan ibn Zayyan di Tlemcen.

Nei primi mesi del 1279, gli Zayyanidi (o ʿAbdalwadidi) lanciarono un raid diversivo contro i domini Merinidi, mentre i Castigliani inviarono una flotta per bloccare lo Stretto di Gibilterra. Muḥammad II guidò un esercito granadino contro Malaga: presto si raggiunse un accordo. In un nuovo trattato, Abū Yūsuf accettò di rinunciare alle sue pretese su Malaga e di ritirare la sua protezione ai B. Ashqīlūla. In cambio Muḥammad II avrebbe consegnato Almuñécar e Salobreña ai Merinidi.

Poco dopo questo patto Alfonso X mise gli occhi sulla città di Algeciras, che apparteneva ai Merinidi. Muhammad II di Granada, che non aveva intenzione di permettere ai cristiani di conquistare la città, prestò le sue navi ai Merinidi, la sua flotta si unì quindi alla flotta merinide, comandata dal figlio erede al trono di Abū Yūsuf Yaʿqūb, Abū Yaʿqūb Yūsuf. I Merinidi sconfissero i Castigliani nella battaglia di Algeciras del 21 luglio 1279, e costrinsero Alfonso X ad abbandonare l'assedio e a ritirarsi.

Ma non appena la minaccia castigliana fu sventata, Abū Yūsuf e Muḥammad II iniziarono una lite per la sovranità su Algeciras e Malaga. Ciò porto ad una alleanza tra Merinidi e Castigliani. I Merinidi fomentarono delle incursioni militari castigliane contro il Sultanato di Granada nel 1280 e nel 1281. Da parte sua, Muḥammad II al-Faqīh di Granada non esitò ad allearsi con Pietro III di Aragona e il figlio di Alfonso X, l'infante Sancho IV di Castiglia. Il sovrano zayyanide Yaghmurasan ibn Zayyan si alleò con la coalizione granadino-aragonese, al che i Merinidi intrapresero una nuova campagna militare contro Tlemcen nel 1281.

### Terza spedizione in Spagna

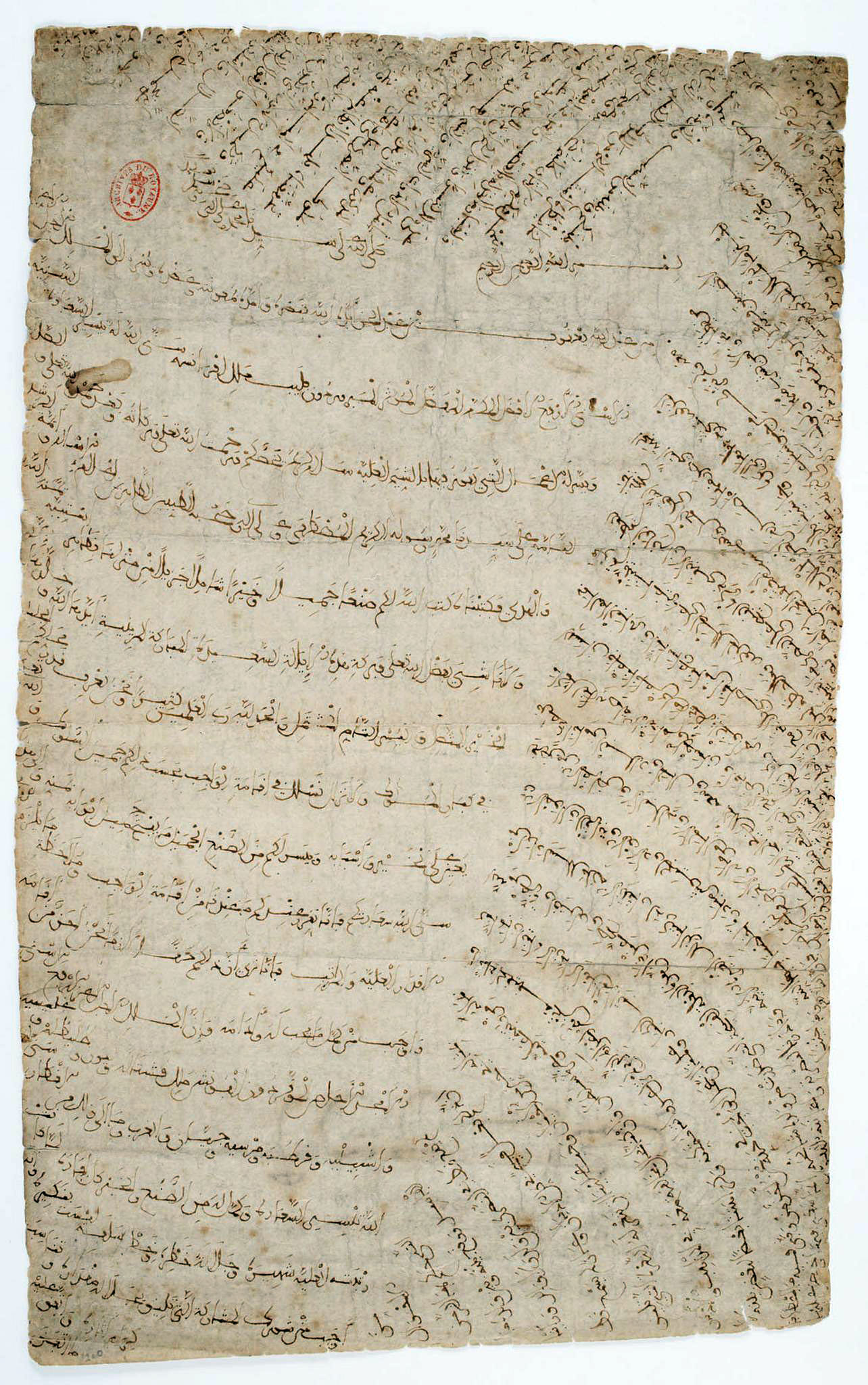
Lettera di Abū Yūsuf a Filippo III di Francia, in cui gli chiede di sostenere Alfonso X e di attaccarne il figlio Sancho IV.

Nell'aprile 1282, la crisi politica nel Regno di Castiglia raggiunse il suo apice quando l'infante Sancho litigò con suo padre e, con il sostegno della maggior parte della nobiltà castigliana, si proclamò re. Suo padre, Alfonso X fuggì a Siviglia. Con Muḥammad II di Granada alleato con Sancho, Alfonso X chiese aiuto Merinidi.

Su richiesta di Alfonso X, Abū Yūsuf attraversò lo Stretto di Gibilterra per la terza volta nel luglio 1282. Fece un patto con Alfonso X nel mese di ottobre. Alfonso X e Abū Yūsuf congiunsero i loro eserciti e marciarono contro Sancho IV a Cordova. Ma Sancho IV oppose una dura resistenza difendendo efficacemente la città. 
Questa campagna militare non produsse molti risultati e il sultano tornò poco dopo in Marocco.

### Quarta spedizione in Spagna
Il sovrano zayyanide Yaghmurasan ibn Zayyan morì nella primavera del 1283, e il suo successore, Abū Saʿīd ʿUthmān, cercò subito di sistemare al meglio i rapporti con Abū Yūsuf.

Alfonso X di Castiglia morì nell'aprile 1284, la sua morte gettò il Regno di Castiglia in una nuova crisi politica, perché prima di morire designò come suo successore il nipote Alfonso de la Cerda, al posto di Sancho IV.
Una volta riallacciati i rapporti con gli Zayyanidi di Tlemcen, Abū Yūsuf decise di far rispettare la scelta di Alfonso X, quindi preparò una nuova spedizione in Spagna per aiutare de la Cerda e i suoi sostenitori. Nel contempo, nel Sultanato di Granada, i B. Ashqīlūla ripresero le ostilità contro i Nasridi, e chiesero aiuto ai Merinidi. Tutto ciò venne però rinviato, perché Abū Yūsuf trascorse gran parte del 1284 a sedare le rivolte delle tribù Ma'qil nella valle del Draa.

Infine, nel mese di aprile del 1285, Abū Yaʿqūb Yūsuf attraversò lo Stretto di Gibilterra per la quarta (e ultima) volta. Anche se la città di Comares venne conquistata dai Nasridi, i Merinidi riuscirono a salvare Guadix, l'ultima roccaforte dei B. Ashqīlūla. Abū Yūsuf condusse il grosso del suo esercito in al-Andalus ad assediare Jerez de la Frontera. Distaccamenti marocchini vennero inviati a devastare una vasta area da Medina-Sidonia a Carmona, Écija e Siviglia. Sancho IV marciò con il suo esercito contro Siviglia, la roccaforte di de la Cerda, inoltre spedì una flotta, composta da centinaia di navi, guidata dal suo ammiraglio genovese Benedetto Zaccaria, a bloccare la foce del Guadalquivir, per prevenire l'assalto della flotta merinide.

Nell'agosto 1285 Sancho IV riuscì a radunare un esercito e marciò contro i maghrebini a Jerez de la Frontera. Dopo una battaglia campale, Abū Yūsuf saggiamente decise di porre fine all'assedio di Jerez, ritirando il suo esercito ad Algeciras, e avviando i negoziati diplomatici con l'usurpatore castigliano.
Nell'ottobre 1285, Sancho IV di Castiglia stilò con Abū Yūsuf un trattato di tregua dalla durata di cinque anni. In cambio della promessa del sultano di non intervenire più in Castiglia in aiuto di de la Cerda, i Merinidi ricevettero a loro volta la promessa che i Castigliani non sarebbero più intervenuti negli affari musulmani in Spagna. Sancho IV inoltre consegnò ad Abū Yūsuf una raccolta di libri arabi che erano stati sequestrati dalle biblioteche andaluse dalle autorità della Chiesa durante la Reconquista. In cambio i Merinidi accettarono di pagare un indennizzo in denaro, in segno di risarcimento per le proprietà castigliane predate e saccheggiate dagli eserciti maghrebini.
Nel marzo del 1286, Abū Yūsuf inoltre avviò i negoziati per un accordo finale con il sultano granadino Muḥammad II. I Granadini accettarono di riconosce l'autorità merinide su Tarifa, Algeciras, Ronda e Guadix. In cambio di ciò i Merinidi cedettero tutte le altre città e terre che avevano conquistato in terra iberica. I membri della famiglia dei B. Ashqīlūla sarebbero stati esiliati in Maghreb e i Merinidi promisero ai Nasridi che non avrebbero più interferito nelle loro questioni.

### Ultimi anni
Un anno dopo questi negoziati, Abū Yūsuf si ammalò e morì il 21 marzo 1286 ad Algeciras. Il suo corpo venne portato alla necropoli merinide di Chella, necropoli fatta costruire dallo stesso sultano. 
Gli succedette al trono il figlio Abū Yaʿqūb Yūsuf al-Naṣr.
Mentre alcuni storici indicano ʿAbd al-Ḥaqq I o Abū Yaḥyā come fondatori della dinastia merinide, non ci sono dubbi sul fatto che Abū Yūsuf Yaʿqūb dovrebbe essere giustamente considerato come il fondatore dello Stato merinide. Fu lui infatti che sconfisse definitivamente gli Almohadi, unificando in buona parte il Marocco, stabilendo la nuova capitale a Fès, ed estendendo l'influenza merinide anche in Spagna.

Tuttavia, alla sua morte lasciò al figlio uno Stato fragile. Le tribù Ma'qil del sud non erano state completamente domate, anche le tribù Sanhaja si ribellarono.
Nonostante ciò, il figlio Abū Yaʿqūb Yūsuf farà della dinastia merinide la più potente della regione, decisamente più potente dei Nasridi di Granada, degli Zayyanidi e degli Hafsidi d'Ifriqiya.